# Cultura de Brunéi
Dos tercios de la población de Brunéi es de origen malayo, y con una minoría de chinos e hindúes.
En lo que al arte culinaria respecta, posee muchas influencias malayas y chinas, y una pequeña minoría, India.
Un dato curioso de Brunéi, es que es una de las naciones con mejores servicios, pues por mencionar algunos, recibo atención médica gratis y pensiones, como así también el sultán gobierna con poder absoluto, poseyendo a su cargo todos los poderes del estado; primer ministro, ministro de finanzas, ministro de justicia, entre otros.

## Idiomas
- idioma malayo
- idioma inglés
- Mandarín
- Indones

## Religiones
- islam en un 75%
- Cristianismo 7,6%. (la libertad de culto es limitada y la evangelización es prohibida).

## Alimentación
El país tiene costumbres bien diferentes, unas frutas bien comunes son las famosas carambolas, la banana y los platos que utilizan son extremadamente exóticos. Los más comunes en los restaurantes de las ciudades de Brunéi son de origen árabe; se acostumbra bastante el mezclar frutas con verduras.

## Vestimenta
Los hábitos a la hora de vestir no son tan comunes o parecidos a los de los países occidentales. Las mujeres usan ropa bien estampada, combinando muchos colores y complementando con el burka, que es adoptada debido a las tradiciones musulmanas del país, donde la mujer es exageradamente reservada en cuanto a la vestimenta.
Por otro lado, los hombres utilizan ropa en tonos más discretos y un turbante en la cabeza (utilizado la mayoría de las veces en fiestas). Es interesante recordar que, a pesar de que esa ropa es "tradicional", no es la que toda la población del país utiliza, esto es porque, aunque la mayor parte del país tiene origen Malayo, posee también otras raíces que influyen las costumbres.
- Datos: Q5193538
- Multimedia: Culture of Brunei / Q5193538